# 天津北站
天津北站位于中华人民共和国天津市河北区中山路（北站立交桥下、北宁公园附近），為中國鐵路北京局集團天津车站下轄的一個二等站。目前是天津市內的铁路客货运站之一，每日办理旅客列车到发约19趟，并办理行李、包裹托运服务；货运方面办理整车、零担货物到发，不办理危险货物到发。
天津北站建成于1903年，在历史上曾经先后被称为新开河火车站、天津中央车站、天津城火车站、天津新站、天津总站，为历史悠久的全木质结构车站，目前是天津市文物保护单位。由于车站老化的原因，天津北站2014年4月1日至2015年4月30日停止办理客运业务。车站在修整后开行至蓟州的市郊旅客列车。

## 歷史沿革

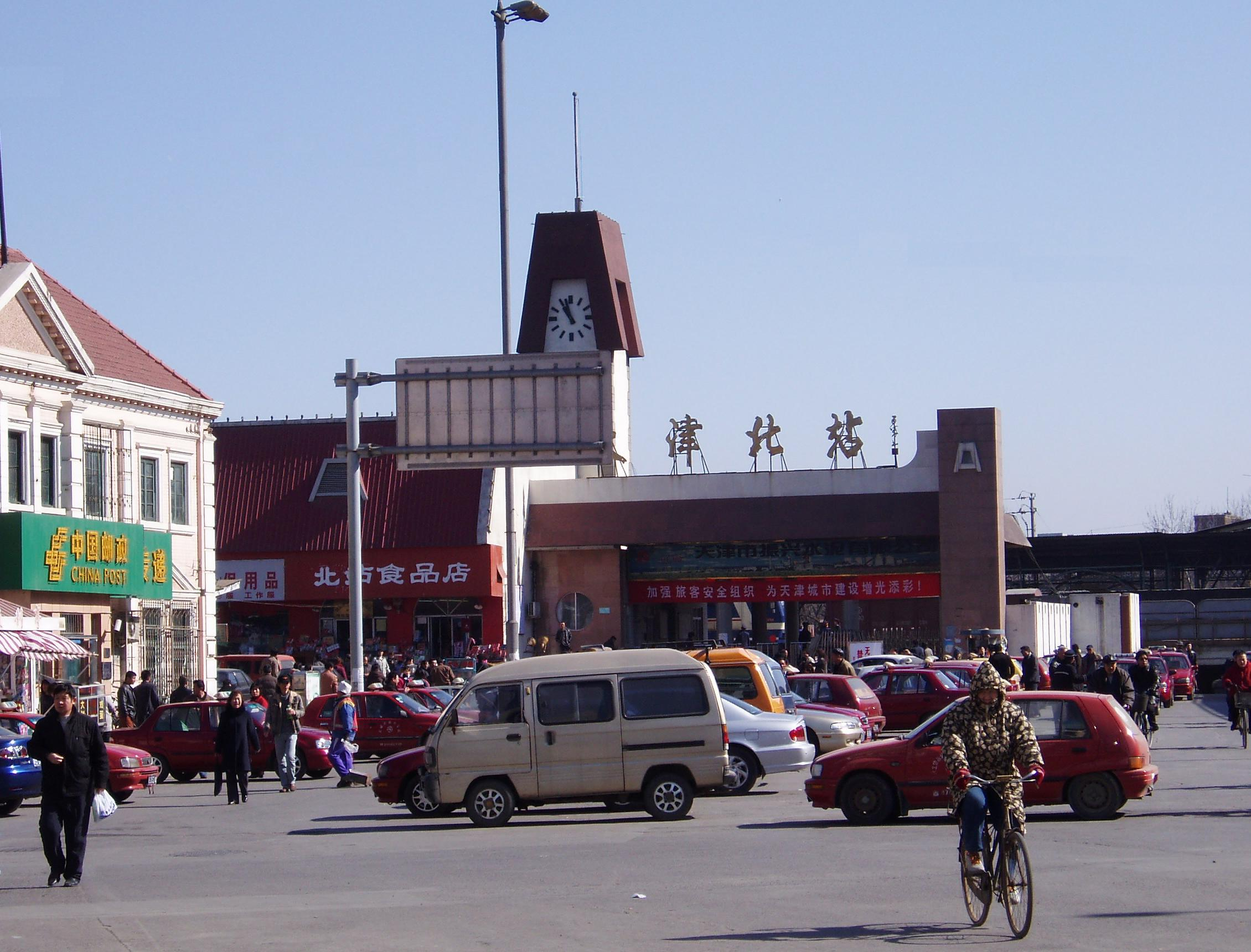
2006年的天津北站

清光緒十四年（1888年），天津修成第一個火車站老龍頭火车站（今天津站）。庚子事变之後，老龍頭火車站被包夹在俄国租界之间，一直受西方列強控制。至光緒廿八年（1902年），時任直隸總督兼北洋通商大臣的袁世凱，經常经京榆铁路（或称京山铁路）往來天津與北京兩地，但俄国人不容许在老龙头火车站接送袁世凯的仪仗马队带枪进入俄租界，也不许鸣炮，令袁世凯倍感难堪。袁世凯眼見当时天津唯一的火車站受到列強控制，每次出入車站也要看外國人臉色，為此感到十分不滿，遂下令在老龙头火车站以北4公里处修建新車站，地点设在大经路（现中山路）金钢桥附近，即袁世凯驻天津办公地点。
新車站於1903年（清光緒29年）正月初二完工，初命名為新開河火車站，後曾更名為天津城火车站、天津新站、天津总站。1910年（清宣統2年），京奉铁路与津浦铁路在天津新站举行联轨典礼。1912年（民國元年），津浦线全线通車後，更名为天津总站。1937年（民國26年），抗日战争平津作战中，国军将领李文田率部主动进攻天津日军，于29日一度攻占天津总站。不久，日军反击，天津遭日軍佔領，日軍佔領天津後，火車站在1938年更名為天津北站，之後名稱沿用至今。
做為中國數一數二的古老車站，又位居曾是天津政治文化的中心地带，火車站見證了許多歷史場景。包括清代五大臣出洋考察團及立憲運動許多考察團的出洋和回國，都經過或停留天津北站，休息或搭車赴往京城。民國後，1923年（民國12年），中華民國大總統黎元洪從北京逃出到天津北站時，遭時任直隸省長的王承斌劫車，搶走黎攜帶的總統印信。
2014年3月31日上午9时，天津北站售票处停止办理售、退票业务，并于4月1日起停办客运业务。停运前在此停靠的列车共有三趟普客列车，分别为天津至蓟县的6416次、天津北至北京6452次和北京至天津北6451次列车。2015年4月30日，天津北站重新开办客运业务。
2020年1月26日起，由于2019冠状病毒病疫情导致的津蓟市郊旅客列车临时停运，天津北站暂停客运业务，恢复时间待定。2020年6月22日，关闭近5个月的天津北站正式开站，开站首日旅客人数约200余人。

## 北站天桥

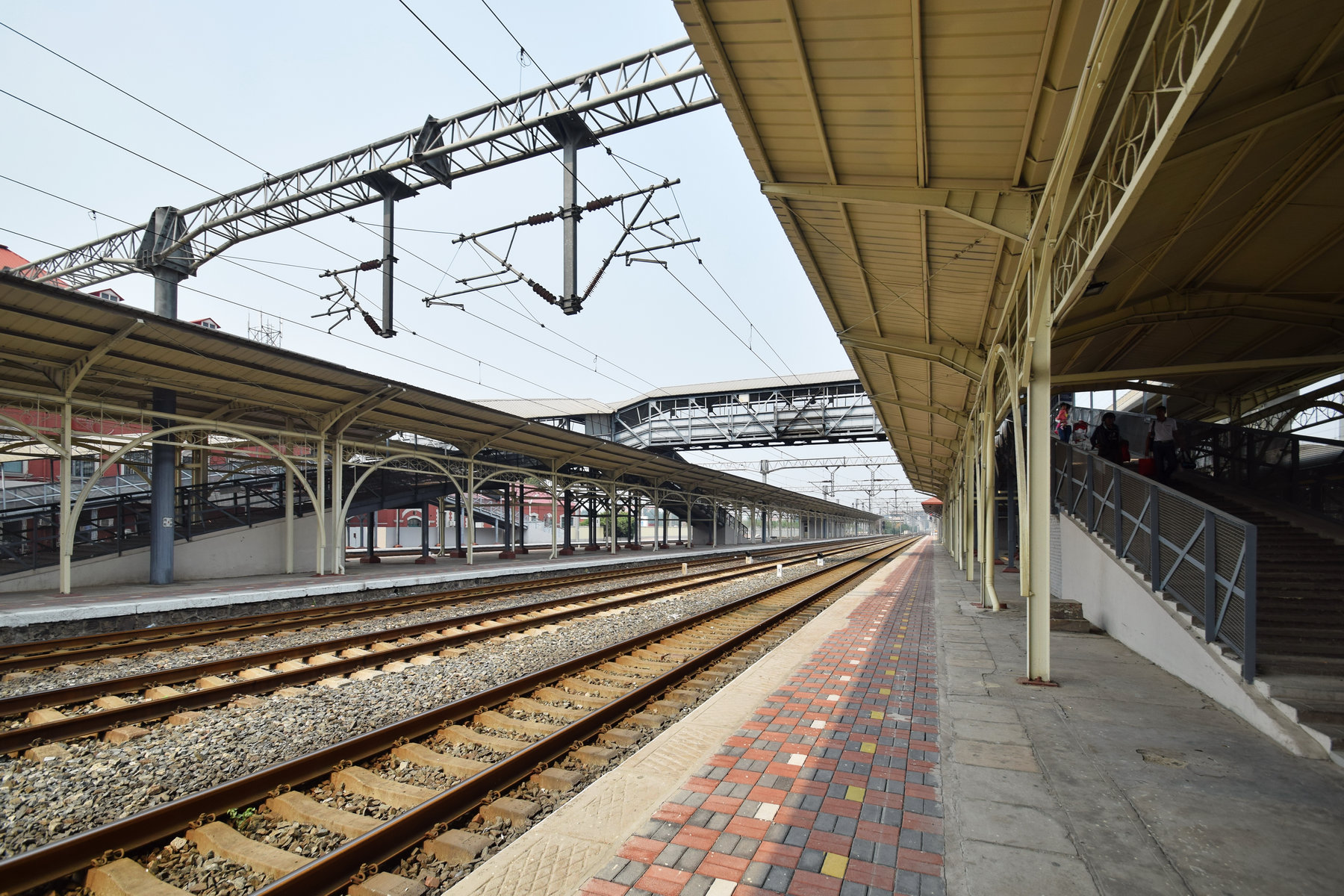
天津北站鋼結構站台及天橋

天津北站站内的旅客天桥横跨在三座站台之间，建成于1903年，当时国内铁路车站中最豪华的天桥，也是中国国内目前历史最早的车站天桥，而如今的格局是在二十世纪二十至三十年代形成的。天桥长52.2米，宽2.8米，高6米。天桥主体为钢结构，桥身为钢桁架，阶梯为钢筋混凝土结构，桥面则为木结构，但这座天桥一直为露天式。至1978年，加盖天桥防雨罩棚。
2007年1月，随着京沪铁路电气化工程的进行，为满足京沪线电气化改造工程要求的接触网净空高度，开展了北站天桥南侧甬道增高工程，将天桥提高1.05米。

## 营运状况
2015年4月30日，天津北站重新开办客运业务，津蓟铁路也同时加密提速开行市郊客车。本站恢复至今主要办理开往蓟州北站的市郊旅客列车业务和全国各线联网售票业务。

## 接驳交通
| 编号 | 编号 | 线路   | 线路 | 线路   | 收费 | 运营商     | 备注 |
| ---- | ---- | ------ | ---- | ------ | ---- | ---------- | ---- |
|      | 331  | 宿纬路 | ↺    | 金钢桥 | 2元  | 公交一公司 |      |

| 编号   | 编号  | 线路              | 线路           | 线路               | 收费  | 运营商     | 备注                  |
| ------ | ----- | ----------------- | -------------- | ------------------ | ----- | ---------- | --------------------- |
|        | 1     | 津塔公交站        | 全程 ⇆         | 览桥里             | 2元   | 公交二公司 | 合并原 612 （第一代） |
| 短线 ⇆ | 1     | 津塔公交站        | 北宁公园地铁站 |                    | 2元   | 公交二公司 | 合并原 612 （第一代） |
|        | 27    | 天津站（A4-2）    | ⇆              | 淮河道公交站       | 2元   | 公交一公司 | 合并原 6              |
|        | 331   | 宿纬路            | ↺              | 金钢桥             | 2元   | 公交一公司 |                       |
|        | 469   | 西站公交站（南4） | ⇆              | 江洼口             | 13元  | 公交滨海   |                       |
|        | 609   | 保利玫瑰湾公交站  | ⇆              | 北城街             | 2元   | 公交一公司 |                       |
|        | 619   | 体院北公交站      | ⇆              | 万科新城公交站     | 2元   | 公交二公司 | 非工作日首班车6:00    |
|        | 622西 | 水木天成公交站    | ⇆              | 丽苑小区公交站     | 2元   | 公交四公司 |                       |
|        | 641   | 富力津门湖公交站  | ⇆              | 未来城公交站       | 2元   | 巴士实业   |                       |
|        | 671   | 新华路百货大楼    | ⇆              | 蓝湖郡公交站       | 2–4元 | 公交一公司 |                       |
|        | 702   | 通北路            | ⇆              | 金钟新市镇公交站   | 2元   | 公交一公司 |                       |
|        | 813   | 天津站北广场      | ⇆              | 天津职业大学公交站 | 2元   | 公交一公司 |                       |
|        | 818   | 北城街            | ⇆              | 华明新家园北站     | 2–3元 | 公交四公司 | 上下车刷卡            |
|        | 869   | 水西公园公交站    | ⇆              | 何兴庄公交站       | 2元   | 巴士实业   | 经东于庄              |
|        | 901   | 新兴路            | ⇆              | 未来城公交站       | 2元   | 巴士实业   | 原为动物园～聚贤道    |
|        | 903   | 泗阳道公交站      | ⇆              | 华苑小区公交站     | 2元   | 巴士实业   |                       |
|        | 908   | 万科新城公交站    | ⇆              | 富民路公交站       | 2元   | 巴士实业   |                       |

| 编号 | 编号 | 线路       | 线路 | 线路           | 收费 | 运营商     | 备注 |
| ---- | ---- | ---------- | ---- | -------------- | ---- | ---------- | ---- |
|      | 32   | 北站公交站 | ⇆    | 万新村南公交站 | 2元  | 公交四公司 |      |

## 文化
由於天津北站與站北天橋建築保留民國初年的形式格局並保存完好，近年来成为拍摄近代题材影视剧的理想外景地，如《冒险王》、《马三立》、《天与地》、《上海探戈》、《风雪夜归人》、《末代皇帝》、《金粉世家》等电影、电视剧的剧组均曾在此取景拍攝。刘德华、李连杰等许多知名演员曾在此拍摄过外景。